# بازی انتقام (فیلم ۱۹۸۶)
بازی انتقام (به انگلیسی: Act of Vengeance) یک تله‌فیلم درام و جنایی آمریکایی محصول سال ۱۹۸۶ میلادی با بازی چارلز برانسون، الن برستین و کیانو ریوز است.

## بازیگران
- چارلز برانسون ... جوزف «جوک» یابلونسکی
- الن برستین ... مارگارت یابلانسکی
- ویلفورد بریملی ... تونی بویل
- هویت اکستون ... سیلوس هودلستون
- رابرت شنکان ... پل گیلی
- الن بارکین ... آنت گلی
- مائوری چایکین ... کلود والی
- کارولین کاوا ... شارلوت یابلونسکی
- پگ موری در نقش الن راجرز
- ویلیام نیومن ... عزرا مورگان
- آلن نورث ... پاس آلبرت
- راینور شاینه
- تام هاروی ... وارن الکساندر
- آلف همفریس ... کن یابلانسکی
- جوزف کل ... چیپ یابلونسکی
- کن پوگ ... ارل اسکیدورم
- کیانو ریوز ... بادی مارتین
- کریس بنسون [۲]

## رسانه‌های خانگی
این فیلم در تاریخ ۲۲ آوریل ۱۹۸۶ در اچ‌بی‌او تحت اچ‌بی‌او فیلمز پخش شد.